# Vogia amplivitta
Vogia amplivitta är en fjärilsart som beskrevs av Walker 1858. Vogia amplivitta ingår i släktet Vogia och familjen nattflyn. Inga underarter finns listade i Catalogue of Life.